# Resolució 1902 del Consell de Seguretat de les Nacions Unides
La Resolució 1902 del Consell de Seguretat de les Nacions Unides fou adoptada per unanimitat el 17 de desembre de 2009. Després de fer èmfasi en la necessitat de la comunitat internacional de mantenir la pau i el desenvolupament a llarg termini a Burundi, el Consell va ampliar el mandat de l'Oficina Integrada de les Nacions Unides a Burundi (BINUB), tal com s'establia en les resolucions 1719 (2006), 1791 (2007) i 1858 (2008), per un any més, fins al 31 de desembre de 2010.
La Resolució va instar el govern de Burundi a crear un entorn on es puguin celebrar eleccions presidencials i legislatives lliures i imparcials. El Consell també va convidar el Govern de Burundi i les Forces Nacionals d'Alliberament a desistir de qualsevol acció que pugui augmentar les tensions, fent èmfasi en la necessitat de mantenir el diàleg. A més, va encoratjar al Govern a seguir desenvolupant reformes estructurals en la lluita contra la corrupció i la governança política i econòmica, tot reclamant el respecte i la formació sobre qüestions de drets humans, que inclourien l'establiment d'una comissió independent de drets humans.